# Chandos Records
Chandos Records ist ein englisches Plattenlabel für klassische Musik. Es wurde 1979 von Brian Couzens (1933–2015) in London gegründet, verlegte seinen Firmensitz 1986 nach Colchester, Essex. Mit rund 100 Aufnahmen pro Jahr gehört es zu den größten Indielabels für klassische Musik weltweit.

## Geschichte
Der Name Chandos geht zurück auf einen Musikclub im Besitz der BBC namens Chandos Club, sowie die historische Figur des James Brydges, 1. Duke of Chandos. Der Duke of Chandos war ein Förderer der Künste, der in diesem Zusammenhang besonders durch die Anstellung von Georg Friedrich Händel als Komponist in seiner Residenz Cannons in Middlesex bekannt ist.
Chandos Records entspringt einem Musikverlag namens Chandos Music und der Produktionsfirma Chandos Productions. Chandos Music wurde 1963 von Brian Couzens gegründet und veröffentlichte vor allem Musik für Blasorchester und Orchesterwerke von Gordon Langford und Ernest Tomlinson. Die Aufnahmen von Chandos Productions wurden unter den Labels Classics for Pleasure, Polydor, Contour und in erster Linie RCA veröffentlicht.
Die Gründung des Plattenlabels Chandos Records entsprang einer Notsituation: RCA, deren gesamte Aufnahmetätigkeit zu diesem Zeitpunkt von Chandos Productions ausgeführt wurde, schloss das Londoner Büro, und die Produktionsfirma verblieb ohne Aufträge. Daraufhin wendete sich die Firma an die Künstler, die sie für andere Firmen produziert hatten, und veröffentlichte die Aufnahmen zukünftig über das neugegründete Label. Im November 1979 veröffentlichte Chandos Records sieben Aufnahmen mit ihren wichtigsten Künstlern, den ersten Tonträger unter der Artikelnummer ABR1001: eine Aufnahme von Sacred Service des Komponisten Ernest Bloch, dirigiert von Geoffrey Simon.
Chandos war stets ein technischer Vorreiter unter den Plattenlabels. 1978 nahm die Firma mit Gustav Holsts The Planets, gespielt vom Royal Scottish National Orchestra unter der Leitung von Alexander Gibson, ihren ersten Tonträger in einem vollständig digitalen Verfahren auf. Darüber hinaus gehörte Chandos zu den ersten Labels, das Tonträger als CD veröffentlichte, den ersten im Jahre 1983. 2005 stellte Chandos eine neue Homepage ins Internet, über die sämtliche Artikel des Firmenkatalogs – auch bereits vergriffene – zum Herunterladen verfügbar gemacht wurden. In Deutschland nutzt Chandos den Vertriebsweg der Firma note 1 music GmbH.
Chandos Records wird mittlerweile von Ralph Couzens geleitet, Sohn des Firmengründers Brian Couzens.
Am 5. März 2024 wurde Chandos Records an den Gründer von Naxos Klaus Heymann verkauft.

## Repertoire
Während in den frühen Jahren der Firma ihr Fokus auf der Aufnahme und Verbreitung britischer Musik lag, hat sich der Katalog im Laufe der Jahre deutlich erweitert: mittlerweile umfassen die Aufnahmen eine große Bandbreite von alter Musik – zusammengefasst unter dem Label Chaconne – bis hin zu zeitgenössischen Kompositionen. Deren Urheber kommen aus aller Welt, wie zum Beispiel die Zusammenarbeit mit Takashi Yoshimatsu demonstriert.
Chandos Katalog umfasst – insbesondere im Zusammenhang mit britischer Musik – unbekanntere Komponisten, wie etwa Arnold Bax, Arthur Bliss, George Dyson, Moeran und Rubbra. Doch auch sogenanntes Standardrepertoire wird von dem Label veröffentlicht; 1984 bis 1986 wurden beispielsweise mit dem Philharmonischen Orchester Oslo unter Mariss Jansons sämtliche Tschaikowsky-Sinfonien eingespielt. Chandos zeigt generell eine Vorliebe für umfassende Editionen: von William Walton und Percy Grainger hat das Label Gesamtaufnahmen aller ihrer Werke veröffentlicht.
Die Reihe Opera in English erlangte große Bekanntheit. Mit der Übertragung von Libretti in die englische Sprache sollte die Oper einem breiteren Publikum zugänglich gemacht werden und insbesondere im englischsprachigen Raum ein neues Publikum finden. 1998 startete Chandos eine mit 250.000 GBP großangelegte Werbekampagne und verbreitete den Slogan Opera that speaks your language. In der Reihe finden sich viele der meistgespielten Werke der Opernliteratur, so zum Beispiel Carmen von Georges Bizet.

## Künstler
Bekannte Künstler, die Aufnahmen mit Chandos Records veröffentlicht haben, sind unter anderem:

### Dirigenten
- Adrian Boult
- Wladimir Fedossejew
- Alexander Gibson
- Vernon Handley
- Richard Hickox
- Mariss Jansons
- Neeme Järvi
- Alexander Lazarev
- Charles Mackerras
- Neville Marriner
- Yehudi Menuhin
- Ingo Metzmacher
- David Perry
- Krzysztof Penderecki
- Simon Rattle
- Gennadi Roschdestwenski
- Howard Shelley
- Maxim Schostakowitsch
- Geoffrey Simon
- Simon Standage
- Bryden Thomson
- Paul Tortelier
- Yan Pascal Tortelier
- Hans Vonk
- David Willcocks
- Barry Wordsworth

### Orchester
- Academy of St Martin-in-the-fields
- BBC Philharmonic Orchestra
- BBC Symphony Orchestra
- Bournemouth Sinfonietta
- Bournemouth Symphony Orchestra
- Chicago Symphony Orchestra
- City of London Sinfonia
- Collegium Musicum 90
- Danish National Symphony Orchestra
- London Philharmonic Orchestra
- London Symphony Orchestra
- Moscow Philharmonic Orchestra
- Orchestra of the Royal Opera House, Covent Garden
- Philharmonisches Orchester Oslo
- Philharmonia Orchestra
- Royal Scottish National Orchestra
- Concertgebouw-Orchester Amsterdam
- Kungliga Filharmoniska Orkestern Stockholm
- Ulster Orchestra
- Orchestre de la Suisse Romande

### Solisten
- Theo Adam
- Dame Janet Baker
- Ian Bostridge
- Imogen Cooper
- Richard Davis
- James Gilchrist
- Evelyn Glennie
- Thomas Hampson
- Simon Keenlyside
- Felicity Lott
- Alastair Miles
- Craig Ogden
- Mark Padmore
- Howard Shelley
- Simon Standage
- Kiri Te Kanawa
- John Tomlinson
- Stephen Varcoe
- Roger Vignoles

### Chöre
- Ambrosian Singers
- BBC Singers
- Britten Singers
- Canzonetta
- Choir of Westminster Abbey
- Danish National Choir
- I Fagiolini
- London Philharmonic Choir
- London Symphony Chorus
- Philharmonia Chorus
- Russian State Symphonic Capella
- The Sixteen

## Preise und Auszeichnungen
Aufnahmen des Labels haben Auszeichnungen der Zeitschrift Gramophone erhalten. Die Gramophone Awards gab es unter anderem für:
- 2001: Record of the Year für A London Symphony von Ralph Vaughan Williams unter Richard Hickox
- 2003: Best choral recording für eine wiederentdeckte Messe von Johann Nepomuk Hummel
- 2004: Best orchestral recording für die Gesamtausgabe der Sinfonien von Arnold Bax
- 2006: Editor's choice award für Songs of the Sea, op. 91 / Songs of the Fleet, op. 117 von Stanford

Des Weiteren haben folgende Aufnahmen von Chandos den Grammy gewonnen:
- 2006: American Grammy Award für Peter Grimes von Benjamin Britten unter Richard Hickox
- 2008: Grammy Award (Best Opera Recording) für Hänsel und Gretel von Engelbert Humperdinck
- 2008: Grammy Award (Best Engineered Classical Album) für Passion Week von Gretschaninow mit dem Phoenix Chorale

Daneben gab es Nominierungen, wie etwa für den Classical Brit Critics' Choice Award mit einer Aufnahme von Janáčeks The Makropulos Affair, sowie den Gewinn der öffentlichen Abstimmung zum Gramophone 30 Year Gold Award.